# County Wicklow
County Wicklow (irsk: Contae Chill Mhantáin) er et county i provinsen Leinster i Republikken Irland.
County Wicklow omfatter et areal på 2.024 km² med en samlet befolkning på 114.676 (2006). Det administrative county-center ligger i byen Wicklow.
I County Wicklow finder man blandt andet Rathgall, resterne af et stort ringmurkranset fort, der har rødder tilbage til bronzealderen.
- Wikimedia Commons har flere filer relateret til County Wicklow

53°00′00″N 6°25′00″V / 53°N 6.4167°V